# Hof (Tiefgraben)
Pour les articles homonymes, voir Hof.
Hof est une localité autrichienne. Elle fait partie de la commune de Tiefgraben du district de Vöcklabruck en Haute-Autriche.